# Mohand ben Messaoud Ababu
Mohand ben Messaoud Ababu, también conocido como Cheikh Messaoud, Cheikh Moh', Hadj Messaoud o Cheikh el Hadj Messaoud. (Tamjount, finales del siglo XIX - Bured, abril de 1977), fue un señor feudal de la tribu Gzenaya, veterano de la Guerra del Rif y figura de la independencia marroquí, siendo padre, suegro y tutor de cinco de los actores clave en el golpe de Estado de Skhirat. Fue cercano al líder rifeño Abdelkrim el-Jattabi.

## Biografía

### Origen y familia
Nacido a finales del siglo XIX en Tamjount, comuna del círculo de Boured de Aknoul provincia de Taza, dentro del bastión familiar de la familia Ababu (facción asht Assem de la tribu Igzennayen), hijo único de un señor feudal local de bled as siba (Messaoud ben Mohand Ababu) él es padre de 20 hijos (9 niños y 11 niñas), incluidos los tenientes coroneles M'hamed y Mohamed Ababu, coorganizadores del golpe de Estado de Sjirat, y el sargento primero Abdelaziz Ababu (fallecido en Tazmamart ). Mohand ben Messaoud Ababu alias Cheikh Messaoud proviene de una antigua familia de la nobleza guerrera y terrateniente marroquí (también es primo lejano del gran chambelán de Moulay Youssef, Thami Ababu, con quien permaneció hasta su muerte en 1942).

### Antes de la Guerra del Rif
Criado por su clan como huérfano tras la muerte de su padre durante un enfrentamiento tribal, estudió el Corán y la ciencia de los hadices en la escuela coránica de Tamjunt, con muchos eruditos invitados por su clan. Alfabetizado, fue señor feudal de la región <i>bled es-siba</i> de alrededor de Tamjunt, donde no se conocía presencia colonial y dentro de un período de relativa anarquía marcado por violentos enfrentamientos entre señores locales.
En el Rif central, las rivalidades opusieron principalmente a tres grandes clanes : la de Omar Hamidou (Mernissa), la de Ahmed Bekkcih ( Gzenaya) y la de Ababu (Gzenaya). La guerra del Rif pronto se superpondría a este juego a tres bandas, ya que sólo los Ababu y su facción elegirían definitivamente el bando de Abdelkrim el Jattabi, respondiendo a su llamada.

### Guerra del Rif (1921-1926)
Fue uno de los únicos señores del norte de Marruecos que respondió positivamente al llamamiento  de Abdelkrim al comienzo de la guerra del Rif, solo depuso las armas al final del conflicto tras la captura de su territorio (Boured, Bou Zineb, Tamjount, etc.) por las tropas del Capitán Bournazel y el Coronel Corap, la cual marcaría el inicio del asalto al último bastión rifeño en Targuist y conduciriá por tanto a la rendición de Abdelkrim el-Khattabi.
Mohand ben Messaoud Ababu participó con su clan en las batallas de Ain Mediouna, Ain Aïcha, Mernissa, Uarga, el Achaich o incluso Bou Zineb y Targist.
Tras las dilaciones de las autoridades francesas y su incapacidad para designar a un notable aceptado por la tribu, finalmente fue designado desde 1926 hasta octubre de 1955 como jeque (cheikh) de Asht Assem por el protectorado, a pesar de su proximidad a Abdelkrim el-Khattabi .

### Período del Protectorado (1926-octubre de 1955)
Las autoridades francesas se negaron a nombrarlo caïd de Gzenaya por su cercanía con Abdelkrim y su excesivo poder local, y prefirieron nombrar  al caïd Boutaharun cpmp caïd títere. Hasta la independencia, las autoridades le ofrecieron puestos de caïd en otras tribus, a los que se negó sistemáticamente. Ababu continuó siendo el jeque de Asth Assem desde 1926 hasta octubre de 1955. Sin embargo, debido a su influencia sobre los demás jeques de la tribu y al tamaño del territorio directamente administrado (alrededor de 1/3 de la tribu Gzenaya), se le concedieron todos los atributos de un caïd del protectorado.

### Independencia de Marruecos
Desde 1954 hasta octubre de 1955 protegió el entrenamiento y la constitución del Ejército de Liberación Nacional (ALN) en su territorio.
En el verano de 1955, los rumores de un levantamiento en Gzenaya llegaron a las autoridades francesas, una tropa de más de 15 000 hommes fue enviada a Boured el 26 de septiembre de 1955, acompañando al Ministro de Defensa Marie-Pierre Kœnig y al General Residente Pierre Boyer de Latour du Moulin, quien acudió al jeque Mohand ben Messaoud Ababou para aclarar esto. El jeque, con la ayuda de su hijo Mohammed, entonces segundo teniente del ejército francés y que se desempeñaba como traductor, logró engañar a las autoridades, asegurándoles la pacificación de la región [2] Efectivamente, el ALN había planeado un ataque contra la persona del Residente, pero ante el despliegue masivo de las fuerzas francesas, que amenazaban la vida de la población civil en caso de una ofensiva, el jeque Messaoud Ababu disuadió a los combatientes del ALN, con quienes estuvo en estrecho contacto para llevar a cabo tal ataque. Convencidas de la lealtad y estabilidad de la tribu, las autoridades francesas y sus tropas se retiraron inmediatamente. Este episodio permitirá los hechos de octubre de 1955, el incendio de la oficina indígena de Bured y la fuga del capitán del ejército francés Taddi, responsable de la zona, que marcó el inicio de los enfrentamientos por la independencia de Marruecos. Detenido y condenado a muerte por las autoridades francesas, el jeque Mohand ben Messaoud Ababu logra huir milagrosamente con su hijo, el futuro capitán Abderrahmane Ababu, el 3 de octubre de 1955 en la madrugada, pocas horas antes de la hora prevista para su ejecución. Como represalia, su casa de Bured fue incendiada y reducida a cenizas, y el bastión de los Ababu en Tamjount fue bombardeado por aviones franceses por orden de las autoridades militares del protectorado. Camino de su huida hacia la zona española, desde lo alto de una loma logró avisar a tiempo a un centenar de combatientes de su clan que habían venido a liberarlo, de la inminente llegada de una columna de vehículos blindados desde Taza.
Su hija Fatima Boulmakul, que murió a causa de la metralla francesa en 1955, fue enterrada en el cementerio de los mártires de la independencia en Axdir.
Su familia se refugió en el bastión familiar de Tamjunt y en Beni Ammart, mientras Cheikh Messaoud continuaba la lucha en el seno del "grupo de Tetuán" en estrecha colaboración con el médico Abdelkrim El Khatib, del que se hará amigo íntimo.

### Marruecos Independiente
A su regreso del exilio, tras haber reconstruido una casa en Boured, fue honrado con la visita del rey Mohammed V a Boured en 1957 y la entrega de un carné de Muyahid del Ejército de Liberación Nacional (ALN).
Desde finales de 1957 se vivieron fuertes tensiones entre el Partido Istiqlal (PI) apoyado por las élites urbanas, y el Movimiento Popular (MP) apoyado por los grandes notables bereberes y los miembros del Ejército de Liberación Nacional. Tras el entierro de su jefe de operaciones, Abbas Messaâdi, en Axdir en el Rif el 2 de octubre de 1958 por una multitud enfurecida de más de 10 000 personnes, Abdelkrim El Khatib y Mahjoubi Aherdane, miembros fundadores del MP, fueron arrestados y encarcelados. En consecuencia, los exmiembros de la ALN volvieron a tomar las armas. El Capitán Madbuh fue enviado por el Palacio al anexo de Boured del círculo de Aknoul donde Mohand ben Messaoud Ababu actuó de facto como intermediario entre el Palacio y ciertos miembros de la ALN. Estos últimos presentaron entonces sus reivindicaciones, incluida la liberación de Abdelkrim El Khatib y Mahjoubi Aherdane. Después de ganar su caso, la situación se calmó, ayudando así la acción de Mohand Ben Messaoud Ababou y su influencia para evitar un conflicto armado entre los igzennayen al contrario de lo que ocurrirá un mes después, más al norte, en la tribu vecina de los Beni Urriaguel (Revuelta del Rif).
Después de este episodio, Mohand Ben Messaoud Ababou se retiró de los asuntos políticos, contentándose con usar su influencia para que su amigo el Dr. Abdelkrim El Khatib fuera elegido diputado y luego primer presidente de la Cámara de Representantes, al mismo tiempo que su hijo el Capitán M'hamed Ababu era super-caïd del círculo de Aknoul (Gzenaya, bni Mhemmed, y parte de Metalsa).
Hasta el final de su vida, Abdelkrim el-Khattabi seguirá enviando, desde sus diversos exilios, rosarios y alfombras de oración a Hadj Mohand ben Messaoud Ababu, como prueba de su profunda amistad. Asimismo Ababou mantendrá hasta su muerte una relación familiar con el doctor Omar el Khattabi (primo de Abdelkrim el-Khattabi ) y el Coronel Abdeslam El Khattabi (hijo de Abdelkrim el-Khattabi ) ex director de la Real Escuela Militar de Ahermumu (sucesor en este cargo del futuro general Driss Ben Omar, y predecesor de por unos años del teniente coronel M'hamed Ababu ).
A pesar de que tres de sus hijos, dos de sus yernos y su pupilo estuvieron involucrados en el golpe de Estado de Skirat, vivió tranquilamente hasta su muerte en abril de 1977 junto a su familia y amigos, prueba del profundo respeto que aún gozaba tras una rica vida en la que fue a su vez señor feudal del Rif, veterano de la guerra del Rif, jeque del protectorado y figura de la independencia marroquí. Sin embargo, hasta su muerte quedó profundamente afectado por la desaparición de su hijo, el teniente coronel Mohamed Ababu, tras su fuga en el verano de 1975.

## Entierro
Aunque era originario de Tamjunt, fue enterrado a petición de los habitantes de Asht Assem en las inmediaciones de la mezquita de Bured.
Una multitud de varios miles de personas de todo Marruecos se reunió en Bured con motivo de su funeral para presentar sus últimos respetos.

## Artículos relacionados
- Familia Ababu
- M'hamed Ababu su hijo
- Mohamed Ababou su hijo
- Mohamed Madbuh su pupilo
- Thami Ababu su primo mayor
- Guerra del Rif
- Ejército de Liberación Nacional (Marruecos)
- Golpe de Estado de Sjirat
- Tazmamart